# Cladosporium soldanellae
Cladosporium soldanellae är en svampart som beskrevs av Jaap 1907. Cladosporium soldanellae ingår i släktet Cladosporium och familjen Davidiellaceae.   Inga underarter finns listade i Catalogue of Life.